# 康塞桑達巴拉

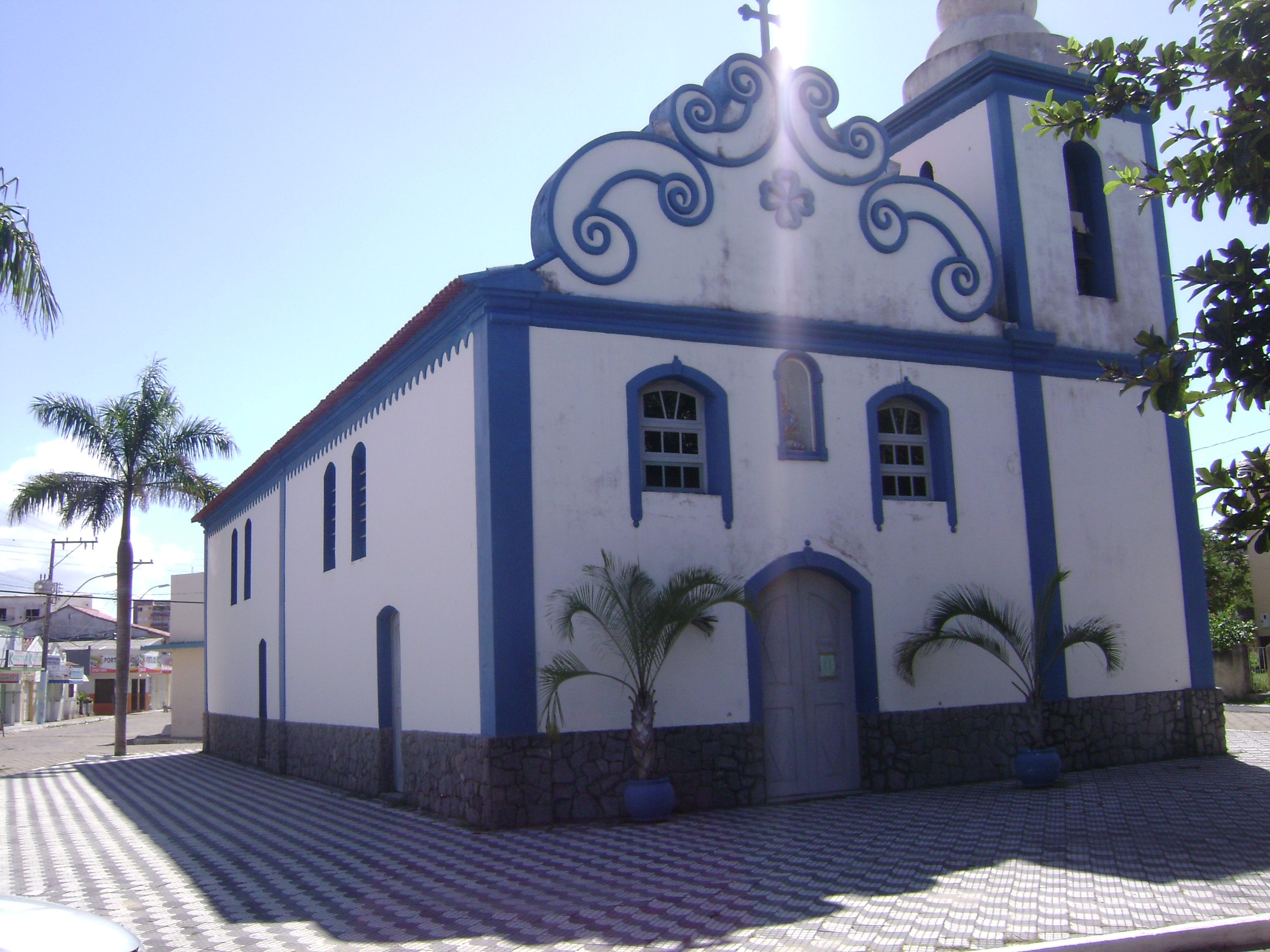
康塞桑達巴拉

康塞桑達巴拉（葡萄牙語：Conceição da Barra），是巴西的城鎮，位於該國東南部，由聖埃斯皮里圖州負責管轄，始建於1891年10月6日，面積1,188平方公里，海拔高度3米，2008年人口27,029，人口密度每平方公里24.9人。